# Philip Vian

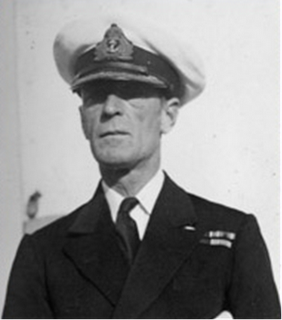
Philip Vian

Sir Philip Louis Vian GCB, KBE, DSO (* 15. Juli 1894 in London; † 27. Mai 1968 in Ashford Hill, Hampshire) war ein britischer Flottenadmiral.

## Jugend
Im Mai 1907 trat Vian als Kadett in die Royal Navy ein und beendete dort 1911 das Royal Naval College mit Auszeichnung. Das erste Schiff, auf dem er Dienst tat, war der Kreuzer Cornwall, der an der Ostküste von Kanada stationiert war. Danach diente er auf dem Linienschiff Lord Nelson, das damals der Atlantic Fleet zugeteilt war.

## Erster Weltkrieg
Zu Beginn des Ersten Weltkriegs war er auf einem Kreuzer stationiert, der Patrouillenfahrten an der afrikanischen Küste unternahm, wonach er auf den neuen Zerstörer Morning Star versetzt wurde, mit dem er an der Skagerrakschlacht teilnahm.
1917 war er auf den beiden Zerstörern Ossory und Sorceress erster Offizier und zum Ende des Weltkrieges wurde er auf den Schlachtkreuzer Australia als Geschützoffizier berufen.

## Zwischen den Weltkriegen
Bis 1930 war er auf dem Schlachtschiff HMS Thunderer und zwei weiteren Schlachtschiffen im Mittelmeer eingesetzt und danach auf dem Kreuzer HMS Kent im Ostasien.
In der darauf folgenden Zeit wurde er Kommandant des Zerstörers Active und Befehlshaber der 3. Zerstörerflottille im Mittelmeer. In dieser Position war er in Kriegsbereitschaft während des italienischen Einmarsches in Abessinien und später evakuierte er britische Staatsbürger während des Spanischen Bürgerkrieges.

## Zweiter Weltkrieg
Vian wurde Flaggkapitän von Konteradmiral Lionel Wells auf dem Kreuzer HMS Arethusa im Mittelmeer. Mit dem Ausbruch des Zweiten Weltkriegs wurde er wieder Kommandant einer Zerstörerflottille mit dem Flaggschiff HMS Mackay, die in Liverpool stationiert war und alliierte Konvois eskortieren sollte.
Im Frühjahr 1940 wurde er Kommandant der 4. Zerstörerflottille, die mit den neuen Zerstörern der Tribal-Klasse ausgerüstet worden war. Sein Flaggschiff war die Cossack, mit der er im Februar 1940 die neutralen norwegischen Territorialgewässer verletzte, um die britischen Seeleute zu befreien, die sich auf dem deutschen Tanker Altmark befanden, der das Troßschiff des Panzerschiffs Admiral Graf Spee war und nach deren Selbstversenkung vor Montevideo nach Norwegen gelaufen war, das zu diesem Zeitpunkt neutral war. Der Altmark-Zwischenfall machte Vian der breiten Öffentlichkeit bekannt, er wurde mit dem Distinguished Service Order ausgezeichnet und wurde schon 1940 als Seeheld gefeiert.
Im April 1940 drang er wieder in norwegische Gewässer vor, um britische Truppen in Namsos zu landen, die Trondheim zurückerobern sollten.
Im Mai 1941 nahmen seine Zerstörer an der Jagd auf das deutsche Schlachtschiff Bismarck teil und in der Nacht des 26. zum 27. Mai attackierte er die Bismarck mit mehreren Torpedos, die jedoch bei schlechten Sichtverhältnissen ihr Ziel verfehlten. Am direkten Endkampf der Bismarck waren die Zerstörer nicht beteiligt.
Später im Jahre 1941 übernahm Vian ein Kreuzergeschwader zwischen Malta und Alexandria, das Konvoisicherung gegen die italienische Flotte fuhr, um Malta mit lebenswichtigen Gütern zu versorgen. In dieser Funktion war er britischer Oberbefehlshaber bei der Seeschlacht im Golf von Syrte.
Im September 1943 kommandierte er die Force V, die aus fünf kleinen Begleitflugzeugträgern bestand, um die alliierte Landung bei Salerno zu decken (→ Operation Avalanche).
Bei der Operation Overlord, der Landung in der Normandie, war er Befehlshaber der britischen Flottenteile (→ Seekrieg während der Operation Overlord); er hatte sich als Flaggschiff den Kreuzer Scylla ausgewählt. Seine Aufgabe bestand darin, die Landungsabschnitte Juno, Gold und Sword zu beschießen und den Landungstruppen Deckungsfeuer zu geben.
Als kommandierender Flag Officer des 1. Flugzeugträgergeschwaders begann er im November 1944 seinen Dienst bei der Eastern Fleet auf Ceylon, deren Oberbefehlshaber Admiral Bruce Fraser war. Unter seinem Kommando standen die Ausführungen der Operation Outflank mit den Operationen Robson, Lentil und Meridian  gegen japanische Öl- und Hafenanlagen in West-Sumatra.
1945 wurde er Oberbefehlshaber der Task Force 57 der British Pacific Fleet, die hauptsächlich aus Flugzeugträgern bestand und die amerikanische Landung auf Okinawa deckte (→ Operation Iceberg). Seine Streitkräfte unternahmen daraufhin auch Angriffe auf die japanischen Hauptinseln.

## Letzte Jahre
1946 wurde er zum Fifth Sea Lord ernannt und bei seinem Abschied aus dem aktiven Dienst 1952 zum Admiral of the Fleet, direkt nach ihm wurde 1953 Philip, Duke of Edinburgh und Prinzgemahl der Königin, dieser Titel zugesprochen. Diesen Titel erhalten eigentlich ausschließlich König oder Prinzgemahle der Königin und die Ersten Seelords zugesprochen, wie zum Beispiel Louis Mountbatten, 1. Earl Mountbatten of Burma. Vian bekam als einziger Fifth Sea Lord den Titel, da er im Zweiten Weltkrieg für seine erfolgreiche Flottenführung ausgezeichnet worden war. Er war ferner Knight Grand Cross des Order of the Bath.
Nach dem aktiven Militärdienst war er bei einigen Firmen im Vorstand tätig. Vian starb Ende Mai 1968 in seinem Haus in Ashford Hill.